# Banca Națională din Focșani
Banca Națională din Focșani este un monument istoric aflat pe teritoriul municipiului Focșani.